# Campeonato Europeu Júnior de Natação de 1993
O Campeonato Europeu Júnior de Natação de 1993 foi a 20ª edição do evento organizado pela Liga Europeia de Natação (LEN). A competição foi realizada entre os dias 9 e 11 de julho de 1993 em Istambul na Turquia. Nessa edição ocorreu a inclusão da prova do trampolim 1 m individual nos saltos ornamentais, elevando para 42 provas no campeonato. Teve como destaque a Alemanha com 20 medalhas de ouro.

## Participantes
- Natação: Feminino de 14 a 15 anos (1979 e 1978) e masculino de 16 a 17 anos (1977 e 1976).
- Saltos Ornamentais: Grupo A é composto por saltadores de 16, 17 e 18 anos (1977, 1976 e 1975), tanto masculino quanto feminino. Grupo B é composto por saltadores de 14 a 15 anos (1979 e 1978), tanto masculino quanto feminino.

## Medalhistas

### Natação
Os resultados foram os seguintes. 
Masculino
| Evento          | Ouro                        | Ouro      | Prata                                              | Prata    | Bronze                        | Bronze   |
| 100 m Livre     | França · Romain Barnier     | 51.67     | Espanha · José Maria Rojano Alemanha · Lars Conrad | 52.41    | Nenhum                        |          |
| 200 m Livre     | França · Romain Barnier     | 1:52.39   | Itália · Alessandro Berti                          | 1:52.95  | Ucrânia · Anton Berdnikov     | 1:53.94  |
| 400 m Livre     | Itália · Alessandro Berti   | 3:58.4    | Croácia · Miroslav Vučetić                         | 3:59.39  | Bulgária · Petar Stojčev      | 4:00.36  |
| 1500 m Livre    | Alemanha · Sven Rehse       | 15:31".22 | Bulgária · Petar Stojčev                           | 15:34.17 | Reino Unido · Graeme Smith    | 15:34.63 |
| 100 m Costas    | Reino Unido · Neil Willey   | 56.50     | Turquia · Derya Büyükunçu                          | 56.88    | Polónia · Bartosz Kizierowski | 58.53    |
| 200 m Costas    | Alemanha · Alexander Kahl   | 2:05.07   | Rússia · Sergej Ostapčuk                           | 2:05.87  | Polónia · Bartosz Kizierowski | 2:06.15  |
| 100 m Peito     | Alemanha · Jens Kruppa      | 1:03.97   | Itália · Fabio Farabegoli                          | 1:04.19  | Reino Unido · Andrew Ayers    | 1:05.27  |
| 200 m Peito     | Itália · Fabio Farabegoli   | 2:16.34   | Rússia · Andrej Ivanov                             | 2:18.40  | França · Stéphan Perrot       | 2:19.56  |
| 100 m Borboleta | Suécia · Daniel Carlsson    | 56.22     | Ucrânia · Denys Sylant'jev                         | 56.83    | Suécia · Johan Setterberg     | 57.11    |
| 200 m Borboleta | Reino Unido · James Hickman | 2:03.14   | França · David Abrard                              | 2:04.35  | Bielorrússia · Andzij Titov   | 2:05.36  |
| 200 m Medley    | Chéquia · Petr Kratochvíl   | 2:07.26   | Alemanha · Jens Kruppa                             | 2:08.36  | Grécia · Spyridon Brimpas     | 2:09.00  |
| 400 m Medley    | Chéquia · Petr Kratochvíl   | 4:28.81   | França · David Abrard                              | 4:30.81  | Espanha · Rubén Rodriguez     | 4:31.27  |
| 4x100 m Livre   | Alemanha                    | 3:29.37   | França                                             | 3:32.37  | Espanha                       | 3:32.76  |
| 4x200 m Livre   | França                      | 7:39.48   | Alemanha                                           | 7:40.4   | Reino Unido                   | 7:40.26  |
| 4x100 m Medley  | Reino Unido                 | 3:51.06   | Alemanha                                           | 3:51.12  | França                        | 3:51.40  |

Feminino
| Evento          | Ouro                          | Ouro    | Prata                        | Prata   | Bronze                     | Bronze  |
| 100 m Livre     | Alemanha · Anke Scholz        | 57.67   | Alemanha · Anja Kleber       | 58.12   | Roménia · Ioana Diaconescu | 58.29   |
| 200 m Livre     | Alemanha · Julia Jung         | 2:03.04 | Roménia · Ioana Diaconescu   | 2:05.65 | Dinamarca · Britt Raaby    | 2:06.97 |
| 400 m Livre     | Alemanha · Julia Jung         | 4:17.77 | Chéquia · Kristyna Kynerová  | 4:24.02 | Alemanha · Andrea Muller   | 4:24.72 |
| 800 m Livre     | Alemanha · Julia Jung         | 8:49.43 | Alemanha · Andrea Muller     | 8:58.01 | Roménia · Cristina Vintila | 8:58.61 |
| 100 m Costas    | Alemanha · Antje Buschschulte | 1:03.74 | Alemanha · Anke Scholz       | 1:05.16 | Portugal · Petra Chaves    | 1:05.86 |
| 200 m Costas    | Alemanha · Anke Scholz        | 2:17.43 | Rússia · Tatiana Litovchenko | 2:19.69 | Alemanha · Andrea Muller   | 2:20.04 |
| 100 m Peito     | Rússia · Olga Prokhorova      | 1:12.26 | Espanha · María Olay         | 1:13.21 | Alemanha · Silvia Pulfrich | 1:13.33 |
| 200 m Peito     | Alemanha · Kristin Helm       | 2:36.09 | Roménia · Adriana Enache     | 2:36.57 | Alemanha · Silvia Pulfrich | 2:36.79 |
| 100 m Borboleta | França · Diane Bui Duyet      | 1:03.07 | Alemanha · Antje Knodl       | 1:03.36 | Alemanha · Katrin Frische  | 1:04.26 |
| 200 m Borboleta | Alemanha · Julia Jung         | 2:17.45 | Hungria · Réka Háry          | 2:20.92 | Itália · Angela Peretti    | 2:21.15 |
| 200 m Medley    | França · Nadège Cliton        | 2:20.01 | Chéquia · Petra Térová       | 2:21.58 | Roménia · Catalina Casaru  | 2:21.99 |
| 400 m Medley    | Chéquia · Pavla Chrástová     | 4:55.62 | Roménia · Catalina Casaru    | 4:58.00 | Hungria · Katalin Fabian   | 4:58.36 |
| 4x100 m Livre   | Alemanha                      | 3:53.93 | Reino Unido                  | 3:57.33 | Roménia                    | 3:58.01 |
| 4x200 m Livre   | Alemanha                      | 8:30.64 | Itália                       | 8:35.27 | Reino Unido                | 8:36.63 |
| 4x100 m Medley  | Alemanha                      | 4;20.49 | Roménia                      | 4:23.82 | Reino Unido                | 4:25.09 |

### Saltos ornamentais

#### Grupo A
Masculino
| Evento                     | Ouro                          | Ouro   | Prata                       | Prata  | Bronze                     | Bronze |
| Trampolim 1 m individual   | Alemanha · Andreas Wels       | 543.95 | Rússia · Ribushkin          | 524.90 | Alemanha · Marco Thrandorf | 504.45 |
| Trampolim 3 m individual   | Rússia · Ribushkin            | 566.75 | Alemanha · Andreas Wels     | 539.95 | Bielorrússia · Sinitza     | 522.75 |
| Plataforma 10 m individual | Polónia · Grzegorz Kozdranski | 524.70 | Roménia · Gabriel Chereches | 505.45 | Áustria · Frece            | 487.05 |

Feminino
| Evento                     | Ouro                        | Ouro   | Prata            | Prata  | Bronze                    | Bronze |
| Trampolim 1 m individual   | Alemanha · Conny Schmalfuss | 426,05 | Alemanha · Kasch | 387.20 | Rússia · Ivanova          | 382.75 |
| Trampolim 3 m individual   | Alemanha · Conny Schmalfuss | 45.60  | Rússia · Ivanova | 434.95 | Alemanha · Vos            | 420.70 |
| Plataforma 10 m individual | Alemanha · Conny Schmalfuss | 408.40 | Rússia · Ivanova | 368.65 | Roménia · Anisoara Opriea | 364.95 |

#### Grupo B
Masculino
| Evento                     | Ouro                         | Ouro   | Prata                        | Prata  | Bronze                     | Bronze |
| Trampolim 1 m individual   | Itália · Nicola Marconi      | 336.35 | Alemanha · Bernstein         | 333.75 | Alemanha · Philipp Riemann | 301.05 |
| Trampolim 3 m individual   | Rússia · Aljaksandr Varlamaŭ | 363.85 | Itália · Nicola Marconi      | 348.70 | Alemanha · Thomas Walsch   | 342.20 |
| Plataforma 10 m individual | Roménia · Dragos Vasilescu   | 296.05 | Rússia · Aljaksandr Varlamaŭ | 286.05 | Alemanha · Hoffmann        | 275.40 |

Feminino
| Evento                     | Ouro                      | Ouro   | Prata                        | Prata  | Bronze                       | Bronze |
| Trampolim 1 m individual   | Alemanha · Ditte Kotzian  | 311.55 | Alemanha · Monique Tronnier  | 288.90 | Roménia · Clara Ciocan       | 288.40 |
| Trampolim 3 m individual   | Bielorrússia · Dimidovich | 330.60 | Roménia · Oana Dinu          | 318.70 | Rússia · Evgenya Olshevskaya | 312.20 |
| Plataforma 10 m individual | Roménia · Mihaela Coman   | 281.95 | Rússia · Evgenya Olshevskaya | 261.70 | Roménia · Clara Ciocan       | 258.70 |

## Quadro de medalhas
| Ordem | País         | Medalha de ouro | Medalha de prata | Medalha de bronze | Total |
| ----- | ------------ | --------------- | ---------------- | ----------------- | ----- |
| 1     | Alemanha     | 20              | 12               | 10                | 42    |
| 2     | França       | 5               | 3                | 2                 | 10    |
| 3     | Rússia       | 3               | 8                | 2                 | 13    |
| 4     | Itália       | 3               | 4                | 1                 | 8     |
| 5     | Chéquia      | 3               | 2                | 0                 | 5     |
| 6     | Reino Unido  | 3               | 1                | 5                 | 9     |
| 7     | Roménia      | 2               | 6                | 7                 | 15    |
| 8     | Polónia      | 1               | 0                | 2                 | 3     |
| 8     | Bulgária     | 1               | 0                | 2                 | 3     |
| 10    | Suécia       | 1               | 0                | 2                 | 2     |
| 11    | Espanha      | 0               | 2                | 2                 | 4     |
| 12    | Hungria      | 0               | 1                | 1                 | 2     |
| 12    | Bielorrússia | 0               | 1                | 1                 | 2     |
| 12    | Ucrânia      | 0               | 1                | 1                 | 2     |
| 15    | Turquia      | 0               | 1                | 0                 | 1     |
| 15    | Croácia      | 0               | 1                | 0                 | 1     |
| 17    | Grécia       | 0               | 0                | 1                 | 1     |
| 17    | Portugal     | 0               | 0                | 1                 | 1     |
| 17    | Dinamarca    | 0               | 0                | 1                 | 1     |
| 17    | Áustria      | 0               | 0                | 1                 | 1     |
| Total | Total        | 42              | 43               | 41                | 126   |